# Anthomyia canningsi
Anthomyia canningsi este o specie de muște din genul Anthomyia, familia Anthomyiidae, descrisă de Griffiths în anul 2001.
Este endemică în Finlanda. Conform Catalogue of Life specia Anthomyia canningsi nu are subspecii cunoscute.